# I Need Some Money
I Need Some Money (dt.: Ich brauche Geld) ist ein Jazzalbum des US-amerikanischen Saxophonisten Eddie Harris, das er am 15. Juni 1974 in Chicago aufnahm und das Atlantic Records 1975 veröffentlichte.

## Hintergrund
Harris kombinierte auf dem Album erstmals Jazz mit Comedy-Elementen; nach Ansicht von Scott Yanow fokussierte es sogar auf Comedy. Außerdem ist er auf dem Album zum ersten Mal als Sänger zu hören, wobei er Scat-Elemente einfließen lässt.
Das Album beginnt mit dem eingängigen Titelstück I Need Some Money. Das Stück Get on Down hat Funkelemente und gilt als sehr tanzbar mit betonten Grooves und einem exzentrisch gespielten elektrischen Tenorsaxophon, wobei er mit seinem Scatgesang eine erstaunlich synkopierte Wirkung erzielt. Die anderen Stücke mischen Elemente von Funk und Soul, wobei Harris eine elektronische Rhythmus-Maschine nutzt, die er auch auf einigen früheren Atlantic Records Alben einsetzte. Das Album erreichte Platz neun in den Billboard Top Jazz Alben.

## Rezeption
Das Album wurde von den Kritikern nicht als richtiges Jazzalbum ernst genommen.  Richard S. Ginell schrieb bei Allmusic:

Eddie Harris finally steps out as a singer in the first of a series of humorous hard-luck songs that would be the flagships of his next few LPs…Harris also fools with an electronic rhythm machine and electronic horn attachments that practically turn his sax into a synthesizer. In any case, the thing he still does best here is ride a groove, the best of which is the extremely danceable "Get on Down", complete with Leon Thomas-like yodeling and a percussive vocal from the erstwhile sax master.

„Eddie Harris erscheint schließlich als Sänger einer ersten Reihe von humoristischen Liedern über persönliches Pech, die die Flaggschiffe seiner nächsten LPs sein würden…Harris alberte auch mit einem Drumcomputer und elektronischer Verstärkung der Blasinstrumente herum, die praktisch sein Saxophon in einen Synthesizer verwandelten. In jedem Fall ist das, was er hier noch am besten macht, einen Groove zu spielen, der Beste davon ist das extrem tanzbare "Get On Down", abgerundet mit einem Leon Thomas-artigen Jodeln und einem perkussiven Gesang vom einstigen Saxophonmeister.“

Auch die Autoren Richard Cook und Brian Morton sind in ihrer Bewertung im Penguin Guide to Jazz zurückhaltend (sie vergaben dem Album lediglich 2½ Sterne) und schreiben:

Eddie’s gimmicks – which include singing through the electric sax and playing his reed trumpet – overwhelm the musical content here, and the thin production makes the keyboards and rhythm sections sound even weedier than they were. The final 'That’s It' gets a nice groove going, but it’s too late.

„Eddies Mätzchen – zu denen auch das Singen durch das elektrische Saxophon und das Spielen einer Trompete mit Saxophonmundstück gehören – erdrücken hier den musikalischen Inhalt, und die dünne Produktion lässt die Keyboards und die Rhythmusgruppe noch schmächtiger klingen als sie es waren. Das abschließende ›That’s It‹ entwickelt einen netten Groove, aber das kommt zu spät.“

## Titelliste
- Eddie Harris – I Need Some Money (Atlantic SD 1669)[6]

1. I Need Some Money (Harris, Bradley Bobo, Durf, Ronald Muldrow) – 3:10
2. Get On Down (Calvin Barnes, Durf, Ronald Muldrow, Rufus Reid) – 9:48
3. Time to Do Your Thing (Sara E. Harris) – 6:12
4. Carnival – 4:14
5. Don’t Want Nobody (Sara E. Harris) – 11:52
6. Bumpin (Harris, Ronald Muldrow) – 4:11
7. That’s It – 5:31

- Alle Titel wurden von Eddie Harris komponiert, soweit nicht anders vermerkt
- Der ebenfalls bei der Session aufgenommenen Titel It’s Time to Do Your Thing blieb unveröffentlicht; Obnoxious erschien auf dem Eddie-Harris-Album Bad Luck Is All I Have (Atlantic SD 1675). Als Singles erschienen I Don’t Want Nobody/I Need Some Money (Atlantic 3245)  und Get On Down/Time to Do Your Thing (Atlantic 3256).[6]